# Cantones de Quebec

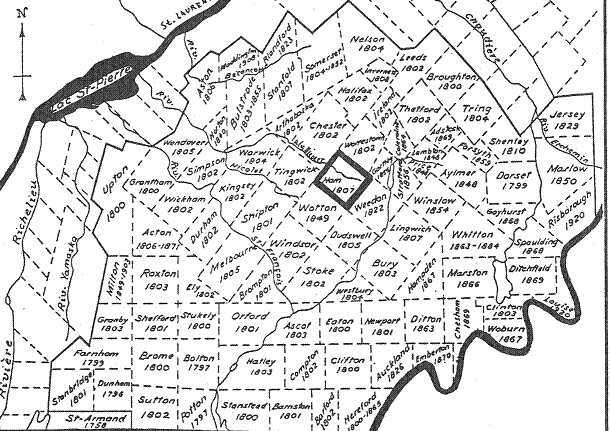
Cantones de Quebec (Cantons de l'Est).

Los cantones de Quebec fueron entidades cadastrales que servirion a la attribución de tierras en Quebec durante la colonia británica de Quebec, de Bajo Canadá (1791-1840) y de Canada Este (1840-1867). Este sistema sucedió al régimen señorial de Nueva Francia.

## Lista
Nota : Lista parcial
| Nombre     | Fecha de creación | Superficie (km²) | Municipios actuales                                                               | MRC actuales            | Región actual | Fuentes           |
| ---------- | ----------------- | ---------------- | --------------------------------------------------------------------------------- | ----------------------- | ------------- | ----------------- |
| Acton      | 1806              |                  | Sainte-Christine, Saint-Nazaire-d'Acton, Saint-Théodore-d'Acton                   | Acton                   | 16A           | [ 1 ] [ 2 ] [ 3 ] |
| Brandon    | 1827              |                  | Saint-Damien, Saint-Gabriel, Saint-Gabriel-de-Brandon, Saint-Jean-de-Matha        | Matawinie               | 14            | [ 4 ] [ 5 ]       |
| Brassard   |                   |                  | Saint-Michel-des-Saints                                                           | Matawinie               | 14            | [ 6 ]             |
| Brome      | 1797              |                  | Brome                                                                             | Brome-Missisquoi        | 16A           | [ 7 ]             |
| Cathcart   | .                 |                  | Saint-Alphonse-Rodriguez, Saint-Côme                                              | Matawinie               | 14            | [ 8 ] [ 9 ]       |
| Chilton    |                   |                  | Entrelacs                                                                         | Matawinie               | 14            | [ 10 ]            |
| Doncaster  |                   |                  | Doncaster                                                                         | Les Laurentides         | 15            | [ 10 ]            |
| Durham     |                   |                  | Sainte-Christine                                                                  | Acton                   | 16A           | [ 1 ]             |
| Ely        |                   |                  | Sainte-Christine                                                                  | Acton                   | 16A           | [ 1 ]             |
| Grenville  | 1808              |                  | Grenville, Grenville-sur-la-Rouge                                                 | Argenteuil              | 15            | [ 11 ]            |
| Kildare    | .                 |                  | Saint-Alphonse-Rodriguez, Saint-Ambroise-de-Kildare, Sainte-Marcelline-de-Kildare | Matawinie               | 14            | [ 8 ] [ 12 ]      |
| Laviolette | 1894              |                  | Saint-Michel-des-Saints                                                           | Matawinie               | 14            | [ 6 ]             |
| Lussier    | 1905              |                  | Saint-Donat                                                                       | Matawinie               | 14            | [ 13 ]            |
| Masson     | 1894              |                  | Saint-Michel-des-Saints                                                           | Matawinie               | 14            | [ 6 ]             |
| Neigette   | 1868              |                  | Saint-Anaclet-de-Lessard, Rimouski, Saint-Marcellin, Saint-Gabriel-de-Rimouski    | Rimouski-Neigette       | 01            | [ 14 ]            |
| Prévost    |                   |                  | Saint-Michel-des-Saints                                                           | Matawinie               | 14            | [ 6 ]             |
| Roxton     |                   |                  | Roxton Falls                                                                      | Acton, La Haute-Yamaska | 16A           | [ 1 ] [ 15 ]      |
| Stanbridge | 1801              |                  | Stanbridge East, Stanbridge Station                                               | Brome-Missisquoi        | 16A           | [ 16 ] [ 17 ]     |
| Upton      | 1800              |                  | Upton                                                                             | Acton                   | 16A           | [ 18 ]            |
| Wexford    | 1852              |                  | Entrelacs                                                                         | Matawinie               | 14            | [ 10 ]            |
| Whitworth  |                   |                  | Saint-Antonin                                                                     | Rivière-du-Loup         | 01            | [ 19 ]            |